# 捷克利尼夫卡
49°12′37″N 29°7′36″E / 49.21028°N 29.12667°E
捷克利尼夫卡（烏克蘭語：Теклинівка），是烏克蘭的村落，位於該國西南部文尼察州，由文尼察區負責管轄，處於波甘卡河畔，始建於1844年，面積0.33平方公里，海拔高度234米，2001年人口145。